# Messier 10

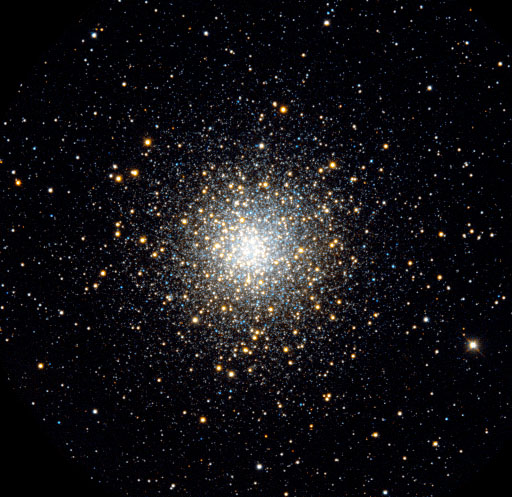
Messier 10

M10 (Messier 10 / NGC 6254) is een bolvormige sterrenhoop in het sterrenbeeld Slangendrager. Het hemelobject werd in 1764 ontdekt door Charles Messier en in datzelfde jaar door hem opgenomen in zijn catalogus van komeetachtige objecten als nummer 10.
M10 ligt ongeveer 14.300 lichtjaar van de Aarde en meet ongeveer 83 lichtjaar in diameter. Er zijn slechts vier veranderlijke sterren in deze sterrenhoop ontdekt.